# Andreu Bertran
 Andreu Bertran, President de la Generalitat de Catalunya, nomenat el 10 de juliol de 1416. Bisbe de Barcelona (1416-1420 i 1431-1433) i bisbe de Girona (1420-1431)
Nascut a València, bon coneixedor de l'àrab i l'hebreu, hi ha qui pensa que va ser un jueu convers durant el pogrom de 1391. Seguidor del papa Benet XIII, rep una protecció d'aquest que el portarà des de la rectoria de Torrent (València) a canonge de València i almoiner papal.
Té una participació activa en els moviments de l'època contra els jueus, impulsats pel papa Benet: acusació de manipulació de la Biblia pels rabins, retirada de la protecció jurídica dels jueus creditors, requisa de llibres sospitosos.
En 1416 és nomenat bisbe de Barcelona, en substitució de Francesc Climent, per Benet XIII d'Avinyó, amb qui es reclou un temps a Peníscola. Torna a Barcelona i, al juliol, és nomenat per Marc de Villalba successor seu a la presidència de la Generalitat.
Durant el seu mandat, es produeix la mort de Ferran I i la coronació d'Alfons IV el Magnànim. Les relacions d'aquest amb les corts i els braços es caracteritzà pels enfrontaments per motius de poder i autoritarisme. Una manifestació es produí al seu nomenament en 1416 quan el rei, per primer cop, fa servir el castellà per a adreçar-se als reunits a Barcelona. És convidat a corregir les formes i a les Corts de Sant Cugat-Tortosa (1419) ho fa, tot i que la creixent presència de castellans al govern i a les corts reials, generà unes tensions que topen amb el conseller Ramon Desplà i amb el comte Roger Bernat I de Pallars Sobirà.
En 1417, a punt de començar el Concili de Constança que posaria fi al Cisma d'Occident, forma part de la darrera ambaixada que demana al papa Benet que surti de Peníscola i participi en el concili.
En 1419 prestà obediència al nou papa Martí V i aquest el traslladà a la seu de Girona. Tornarà com a bisbe de Barcelona a la mort de Francesc Climent en 1431.
Andreu Bertran va morir a Barcelona el 15 de juliol de 1433.